# Карпенків край
Карпе́нків край — ландшафтний заказник місцевого значення в Україні. Розташований на території Новомиргородського і Маловисківського районів Кіровоградської області, між селами Арсенівка і Мар'янівка. 
Площа — 250 га, статус отриманий у 1995 році.